# Vladimir von Pachmann

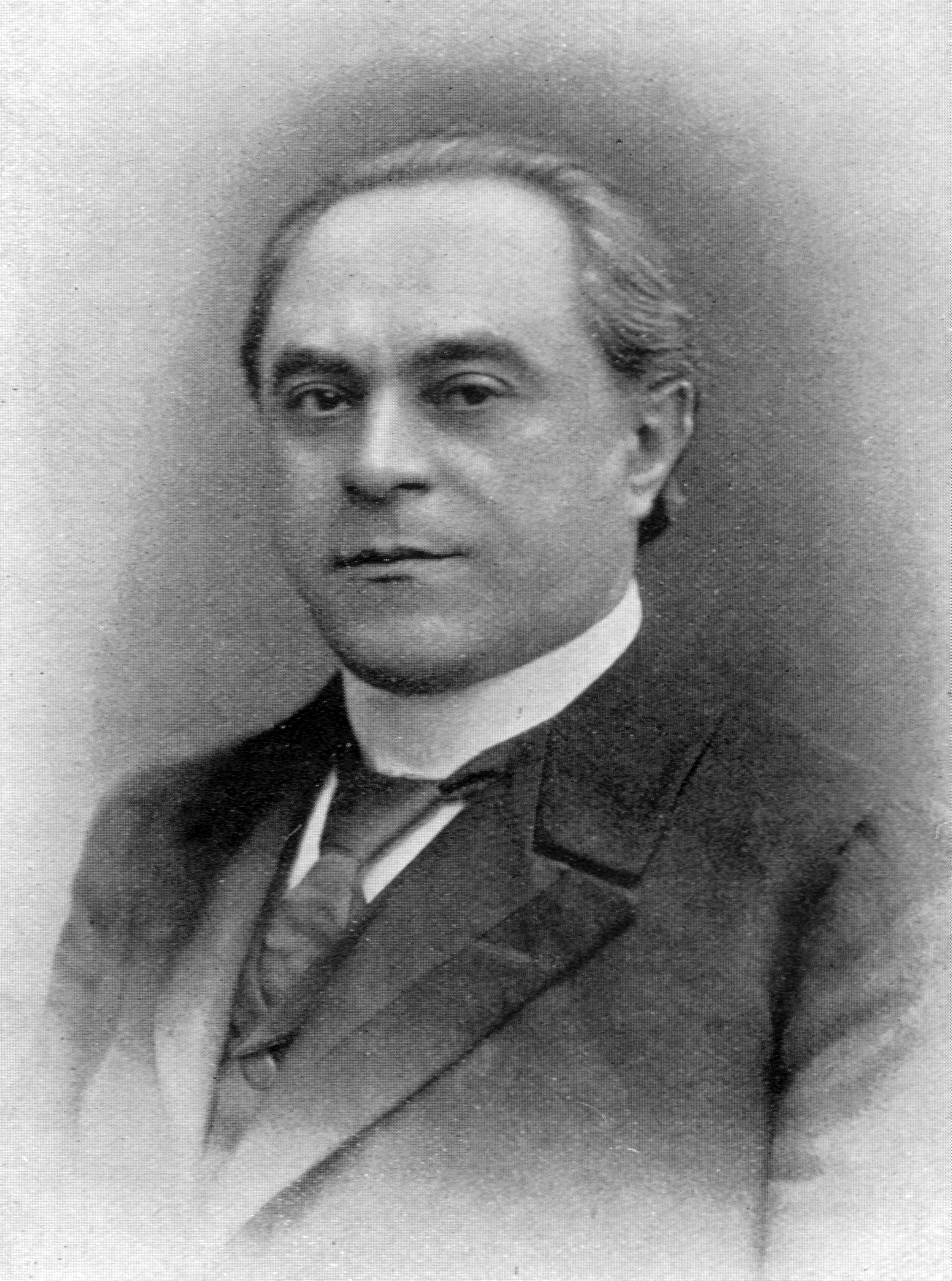
Vladimir von Pachmann.

Vladimir von Pachmann, född 27 juli 1848 i Odessa, död 6 januari 1933 i Rom, Italien var en rysk pianist av tyskt ursprung.
Efter studier vid Wiens musikkonservatorium 1865–1867 började von Pachmann ge konserter, men drog sig tillbaka, sedan han hört Carl Tausig och Hans von Bülow samt märkt, hur mycket fattades honom, och studerade sedan i tio år på egen hand. När han 1879 uppträdde på en Gewandhauskonsert i Leipzig, erkändes han genast som en av samtidens främsta virtuoser, och han gjorde därefter vidsträckta konsertresor i Storbritannien, Tyskland, Österrike, Frankrike och Skandinavien (1885, 1887). Han var främst känd som uttolkare av Frédéric Chopin.